# Tomasz Parczewski
Tomasz Parczewski (ur. 30 grudnia 1879?/11 stycznia 1880 w powiecie mścisławskim koło Mohylewa, zm. w lipcu 1932) – polski filozof, cywilny gubernator Kronsztadu w 1917.

## Życiorys
Absolwent filozofii Uniwersytetu Petersburskiego, tamże obronił doktorat w 1912 i osiedlił się w Kronsztadzie jako nauczyciel języka rosyjskiego w tamtejszym liceum. Po wybuchu I wojny światowej zmobilizowany jako podchorąży do garnizonu twierdzy Sveaborg w Helsinkach, gdzie służył do maja 1916, następnie na własną prośbę przeszedł do garnizonu w Kronsztadzie, gdzie oprócz służby wojskowej nauczał także w szkole. W momencie wybuchu 1 marca 1917 rewolucji lutowej w Kronsztadzie Parczewski, podobnie jak wszyscy niezamordowani oficerowie, został uwięziony, jednak już 3 marca oswobodzili go żołnierze jego kompanii, a po kilku dniach został wybrany do kronsztadzkiej Rady Delegatów Marynarskich, Żołnierskich i Robotniczych. W maju 1917 w czasie tzw. incydentu kronsztadzkiego, gdy w wyniku sporu dotyczącego obsadzenia stanowisk administracyjnych w mieście między komisarzem Rządu Tymczasowego a Komitetem Wykonawczym Rady Kronsztadzkiej doszło do konfliktu między rządem Rosji a Kronsztadem, Rada Delegatów 29 maja 1917 wybrała bezpartyjnego Parczewskiego na cywilnego gubernatora wyspy i twierdzy (formalnie tytuł brzmiał: komisarz rządu do spraw cywilnych Kronsztadu). Był to gest pojednania wobec rządu księcia Lwowa i polski gubernator został oficjalnie zaakceptowany przez rząd, który nadał mu rangę ministra. Podobnie uznał go późniejszy rząd Kiereńskiego. 8 sierpnia 1917, w związku z wcześniejszym votum nieufności wobec jego osoby uchwalonym przez radę Delegatów, Parczewski złożył dymisję ze stanowiska. Po powrocie do Kronsztadu pracował jako nauczyciel. W związku z głodem w Kronsztadzie i prześladowaniami inteligencji po rewolucji październikowej Parczewski w czerwcu 1919 przeniósł się z rodziną do Petersburga. Tam został asystentem na Uniwersytecie Petersburskim, lecz często wyjeżdżał na dłuższe wykłady i badania do uczelni i instytutów badawczych Witebska, a od 1921 także do Astrachania. W lipcu 1920 został aresztowany wraz z żoną w Petersburgu za to, że byli Polakami. We wrześniu tego samego roku został przewieziony do Moskwy na Łubiankę. W październiku 1920 roku, po zwolnieniu z więzienia, wrócił do Petersburga na uczelnię, a w następnym roku wyjechał z wykładami do Astrachania. W sierpniu 1921 wyjechał do Polski, osiedlił się w Warszawie, gdzie uczył filozofii i historii w kilku liceach. W tym czasie przygotowywał materiały na temat Powstania w Kronsztadzie, które znał z relacji swoich współpracowników i znajomych.
Parczewski opublikował oprócz kilku artykułów filozoficznych także kilka książek:
- Odwaga i męstwo (w języku rosyjskim) w 1916
- Intuitywizm Łosskiego w 1925
- Pamiętniki gubernatora Kronsztadu pośmiertnie w 1935 (wyd. Kasy im. Mianowskiego, Warszawa)[1]